# Chrystus Król

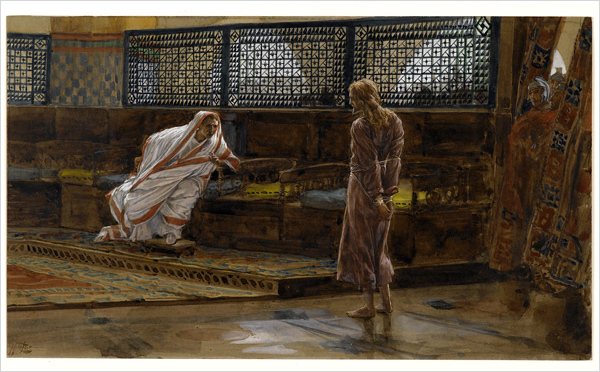
James Tissot, Chrystus przed Piłatem (1894) – Z Ewangelii Jana "A więc jesteś królem?" Odpowiedział Jezus: "Tak, jestem królem."

Chrystus Król (łac. Christus Rex) – teologiczny tytuł Jezusa z Nazaretu ściśle związany z pojęciem Królestwa Bożego i wiary chrześcijan w panowanie Jezusa w tym królestwie jako Bożego Pomazańca.

## Biblia
Uznanie Jezusa za króla jest w chrześcijaństwie naturalną konsekwencją uznania go za Mesjasza (Chrystusa), ponieważ w głoszonym przez proroków i w wypatrywanym w Izraelu mesjaszu oczekiwano królewskiego pochodzenia. Ta koncepcja znalazła potwierdzenie w Ewangelii, w której rodowód Jezusa wyprowadza się wprost z królewskiego rodu Dawida.
Najważniejszą jednak biblijną przesłanką do uznania tego tytułu jest scena przesłuchania Jezusa przez Piłata opisana w Ewangelii Jana, a w której Jezus sam siebie przedstawia jako króla:

Wtedy powtórnie wszedł Piłat do pretorium, a przywoławszy Jezusa rzekł do Niego: "Czy Ty jesteś Królem Żydowskim?" Jezus odpowiedział: "Czy to mówisz od siebie, czy też inni powiedzieli ci o Mnie?" Piłat odparł: "Czy ja jestem Żydem? Naród Twój i arcykapłani wydali mi Ciebie. Coś uczynił?" Odpowiedział Jezus: "Królestwo moje nie jest z tego świata. Gdyby królestwo moje było z tego świata, słudzy moi biliby się, abym nie został wydany Żydom. Teraz zaś królestwo moje nie jest stąd". Piłat zatem powiedział do Niego: "A więc jesteś królem?" Odpowiedział Jezus: "Tak, jestem królem. Ja się na to narodziłem i na to przyszedłem na świat, aby dać świadectwo prawdzie. Każdy, kto jest z prawdy, słucha mojego głosu".

Oświadczenie złożone przed Piłatem było od samego początku chrześcijaństwa przyjęte naturalnie i nie wymagało nigdy odrębnej definicji dogmatycznej. Już w I wieku autor I Listu do Tymoteusza odniósł się do tego wprost:

Nakazuję w obliczu Boga, który ożywia wszystko, i Chrystusa Jezusa – Tego, który złożył dobre wyznanie za Poncjusza Piłata – ażebyś zachował przykazanie nieskalane, bez zarzutu aż do objawienia się naszego Pana, Jezusa Chrystusa. Ukaże je, we właściwym czasie, błogosławiony i jedyny Władca, Król królujących i Pan panujących (...)

Poza listami apostolskimi odniesienia do tytułu królewskiego Chrystusa znaleźć można również w Apokalipsie św. Jana.

## Kult
Wiara w królowanie Chrystusa była obecna w Kościele przez wieki, czego dowodzą między innymi doksologie wielu modlitw (np. Przez Chrystusa, Pana naszego, który z Tobą żyje i króluje...).
Ponadto wiele Kościołów chrześcijańskich (katolicy, anglikanie, prezbiterianie, luteranie, metodyści) obchodzi święto ku czci Chrystusa Króla.
W Kościele katolickim święto to ma rangę uroczystości i obchodzone jest w ostatnią niedzielę roku liturgicznego (Uroczystość Jezusa Chrystusa, Króla Wszechświata). Zostało wprowadzone w całym Kościele w 1925 roku przez Piusa XI encykliką Quas Primas. Przed reformą liturgiczną wprowadzoną po Soborze watykańskim II obchodzone było w ostatnią niedzielę października i nadal jest tak obchodzone w nadzwyczajnej formie rytu rzymskiego.
Tytuł Chrystusa Króla stosowany jest powszechnie jako tytuł kościołów i parafii.
Popularna melodia pieśni Christus vincit! Christus regnat! Christus imperat! jest sygnałem rozgłośni radia i telewizji watykańskiej.

## Ruchy społeczne
W 1926 w Meksyku wybuchło tzw. powstanie Cristero skierowane przeciw antykatolickm rządom Plutarco Callesa. Powstańców jednoczyła idea Chrystusa Króla.
Polityczna interpretacja encykliki  Quas Primas przyczyniła się do powstania w 1935 w Belgii faszystowskiej partii politycznej Christus Rex.
W Polsce działa ruch społeczny zgromadzony wokół koncepcji intronizacji Jezusa na króla Polski, który opiera się na nadinterpretacji przesłania Służebnicy Bożej Rozalii Celakówny.